# Чемпіонат України з хокею 2000—2001
9-й розіграш чемпіонату України з хокею поставив декілька рекордів щодо чисельності та географії учасників. Завершився сезон зі скандалом.

## Регламент змагань
З метою розширити географію учасників, Федерація хокею України ухвалила рішення змінити структуру розіграшу національного титулу. Для цього було вирішено провести чемпіонат у три етапи. На першому етапі мали відбутися відбіркові ігри у чотирьох регіональних зонах. Найкращі колективи зональних турнірів виходили до другого раунду.
На другому етапі команди змагалися у Києві в одноколовому турнірі й визначали поміж себе двох учасників третього етапу — стадії плей-оф. Двома іншими учасниками плей-оф ставали представники України у СЄХЛ — київські «Сокіл» і «Беркут».

### Склад учасників
Рекордом сезону 2000—2001 років стала кількість учасників змагань та їхня географія. Було заплановано, що за "золото" чемпіонату змагатимуться команди з Київської, Харківської, Херсонської, Миколаївської, Одеської, Львівської, Житомирської, Луганської, Сумської та Дніпропетровської областей. Але останні чотири області так і не змогли делегувати своїх представників до розіграшу.
Участь у дев'ятому чемпіонаті України взяли клуби, що змагалися в минулорічній першості. Окрім цього, дебютували львівський «Гладіатор», херсонський «Дніпро», одеська «Аврора», харківська «Альфа» та ХК «Миколаїв». Харківська СДЮСШОР виставила одразу три команди — дорослу і дві юніорські (1984 та 1985 років народження). Ще одним учасником чемпіонату вперше стала іноземна команда, а саме російський ХК «Бєлгород», що надало першості відкритого характеру.

### Перший етап
Планувалося, що зональні змагання першого етапу чемпіонату завершаться до січня 2001 року (оскільки вони одночасно були відбірковими і до хокейного турніру І Всеукраїнських зимових спортивних ігор, що мали відбутися 27—31 січня). Проте, в Центральній зоні ігри розпочалися лише в березні 2001 року.

#### Східна зона
Найпершою зональний турнір розпочала Східна зона, змагання якої тривали в Харкові на ковзанці СДЮСШОР у грудні 2000 року. За єдину путівку до другого етапу чемпіонату у двоколовому турнірі змагалися 5 команд. Доросла команда харківської СДЮСШОР та юніори 1984 року народження виступали також під прапорами відповідно Харківської області-1 та Харківської області-2 (з огляду на І зимові спортивні ігри). Сумська, Луганська та Дніпропетровська області надіслати свої хокейні делегації на відбірковий турнір не спромоглися.
Перше коло тривало до 13 грудня, друге — до 28 грудня 2000 року. Турнірну таблицю наведено станом на 16 грудня. Розташування команд є остаточним (пропущені результати потребують уточнення).
| Місце | Команда           | 1        | 2        | 3       | 4        | 5        | І | В | Н | П | Ш     | Р   | О |
| ----- | ----------------- | -------- | -------- | ------- | -------- | -------- | - | - | - | - | ----- | --- | - |
| 1     | СДЮСШОР Харків    |          | 14:8 ?:? | В:П ?:? | В:П ?:?  | В:П ?:?  | 4 | 4 | 0 | 0 | 51:22 | +29 | 8 |
| 2     | ХК «Бєлгород»     | 8:14 ?:? |          | В:П ?:? | В:П ?:?  | В:П 7:6  | 5 | 4 | 0 | 1 | 39:26 | +13 | 8 |
| 3     | СДЮСШОР-84 Харків | П:В ?:?  | П:В ?:?  |         | В:П ?:?  | В:П ?:?  | 4 | 2 | 0 | 2 | 25:20 | +5  | 4 |
| 4     | СДЮСШОР-85 Харків | П:В ?:?  | П:В ?:?  | П:В ?:? |          | 19:5 ?:? | 4 | 1 | 0 | 3 | 22:39 | -17 | 2 |
| 5     | «Альфа» Харків    | П:В ?:?  | П:В 6:7  | П:В ?:? | 5:19 ?:? |          | 5 | 0 | 0 | 5 | 26:56 | -30 | 0 |

#### Південна зона
У Південній зоні за єдину путівку до другого етапу в двоколовому турнірі змагалися 3 команди. Ігри відбувалися в Одесі на ковзанці «Крижинка» протягом першої половини січня 2001 року.
Розташування команд у турнірній таблиці є остаточним (пропущені результати потребують уточнення).
| Місце | Команда         | 1   | 2   | 3   | І | В | Н | П | Ш     | Р   | О |
| ----- | --------------- | --- | --- | --- | - | - | - | - | ----- | --- | - |
| 1     | «Дніпро» Херсон |     | В:П | ?:? | 6 | 4 | 1 | 1 | 21:5  | +16 | 9 |
| 2     | «Аврора» Одеса  | П:В |     | ?:? | 6 | 3 | 0 | 3 | 15:18 | -3  | 6 |
| 3     | ХК «Миколаїв»   | ?:? | ?:? |     | 6 | 0 | 1 | 5 | 11:24 | -13 | 1 |

#### Західна зона
У змаганнях Західної зони кращим став львівський «Гладіатор». Результати зустрічей потребують уточнення.
| Місце | Команда           | І | В | Н | П | Ш   | Р | О |
| ----- | ----------------- | - | - | - | - | --- | - | - |
| 1     | «Гладіатор» Львів | ? | ? | ? | ? | ?:? | ? | ? |
| 2     | ?                 | ? | ? | ? | ? | ?:? | ? | ? |
| 3     | ?                 | ? | ? | ? | ? | ?:? | ? | ? |

#### Центральна зона
За 2 путівки до другого етапу першості у Центральній зоні (що в пресі тих часів звалася також Київською) протягом березня 2001 року змагалися 5 команд. Житомирська область надіслати свою хокейну делегацію на відбірковий турнір не спромоглася.
Через недолугу організацію дев'ятого чемпіонату України хокейною Федерацією, змагання у Центральній групі закінчені не були. Двох фіналістів визначили "заочно" без невідбувшихся зустрічей. Це призвело до скандалу під час другого етапу, оскільки київський «Сокіл-2» вважав, що також може претендувати на місце у "півфінальній пульці".
Результати зустрічей у групі потребують уточнення.
| Місце | Команда             | І | В | Н | П | Ш     | Р   | О  |
| ----- | ------------------- | - | - | - | - | ----- | --- | -- |
| 1     | «Політехнік» Київ   | 8 | 6 | 1 | 1 | 56:33 | +23 | 13 |
| 2     | АТЕК Київ           | 8 | 5 | 2 | 1 | 50:28 | +22 | 12 |
| 3     | «Сокіл-2» Київ      | 8 | 1 | 2 | 5 | 35:36 | -1  | 4  |
| 4     | «Крижинка» Київ     | 8 | 0 | 2 | 6 | 24:26 | -2  | 2  |
| 5     | СДЮШОР «Сокіл» Київ | 8 | 0 | 1 | 7 | 14:56 | -42 | 1  |

### Другий етап
Всі матчі другого етапу проходили у період з 2 по 6 квітня 2001 року у спорткомплексі АТЕК.
| Місце | Команда           | 1    | 2    | 3    | 4    | 5    | І | В | Н | П | Ш     | Р   | О |
| ----- | ----------------- | ---- | ---- | ---- | ---- | ---- | - | - | - | - | ----- | --- | - |
| 1     | СДЮСШОР Харків    |      | 2:1  | 10:6 | 5:0  | 30:0 | 4 | 4 | 0 | 0 | 47:70 | +40 | 8 |
| 2     | «Політехнік» Київ | 1:2  |      | 10:2 | 19:8 | 17:9 | 4 | 3 | 0 | 1 | 47:21 | +26 | 6 |
| 3     | АТЕК Київ         | 6:10 | 2:10 |      | 7:4  | 36:3 | 4 | 2 | 0 | 2 | 51:27 | +24 | 4 |
| 4     | «Дніпро» Херсон   | 0:5  | 8:19 | 4:7  |      | 7:1  | 4 | 1 | 0 | 3 | 19:32 | -13 | 2 |
| 5     | «Гладіатор» Львів | 0:30 | 9:17 | 3:36 | 1:7  |      | 4 | 0 | 0 | 3 | 13:90 | -77 | 0 |

### Плей-оф

#### 1/2 фіналу*
- «Сокіл» Київ - СДЮСШОР Харків - 13:0 (5:0, 2:0, 6:0), 7 квітня 2001 року, Київ, Палац Профспілок, 200 глядачів

* — другий півфінальний поєдинок не відбувся. Після закінчення другого етапу змагань, де команди визначали двох учасників плей-оф, організатори турніру, всупереч нормам регламенту, змінили порядок визначення півфіналістів. Тепер, аби потрапити до 1/2 фіналу, «Політехнік» мав зустрітися з київським «Соколом-2». Врешті, виправляючи власні помилки, організатори дискваліфікували і «Політехнік», і «Сокіл-2».
Таким чином «Беркут» пройшов у фінал без боротьби, а хокейному клубу «Харків» не довелося грати матч за третє місце.

#### Фінал
- «Беркут» Київ - «Сокіл» Київ - 2:1 (2:0, 0:1, 0:0), 11 квітня 2001 року, Київ, Палац Профспілок, 750 глядачів

шайби: 1:0 - Синьков (Башура, 12.41), 2:0 - Кузнецов (Пастух, Ісаєнко, 12.56), 2:1 - Матвійчук (Савицький, 25:43)

## Підсумкова класифікація
| Місце | Команда             |
| ----- | ------------------- |
| 1     | «Беркут-Київ»       |
| 2     | «Сокіл» Київ        |
| 3     | СДЮСШОР Харків      |
| 4     | «Політехнік» Київ   |
| 5     | АТЕК Київ           |
| 6     | «Дніпро» Херсон     |
| 7     | «Гладіатор» Львів   |
| 8     | «Аврора» Одеса      |
| 8     | ХК «Бєлгород»       |
| 8     | «Сокіл-2» Київ      |
| 11    | «Крижинка» Київ     |
| 11    | ХК «Миколаїв»       |
| 11    | СДЮСШОР-84 Харків   |
| 14    | СДЮШОР «Сокіл» Київ |
| 14    | СДЮСШОР-85 Харків   |
| 16    | «Альфа» Харків      |